# Едуард Оукли Торп
Едуард Оукли Торп (роден на 14 август 1932) е американски професор по математика, автор, хедж фонд мениджър и играч на блекджек. Пионер в съвременните приложения на теорията на вероятностите.
Торп е автор на книгата „Победи дилъра“, която математически доказва, че предимството на казиното при игра на белкджек може да бъде преодоляно чрез броене на карти. Разработва и прилага ефективни хедж-фонд стратегии на финансовите пазари, и си сътрудничи с Клод Шанън в създаването на първия носим компютър.
Торп защитава докторска степен по математика в Калифорнийския университет, Лос Анджелис през 1958 година и работи в Масачузетския технологичен институт (МТИ) от 1959 до 1961 година. Той е професор по математика от 1961 до 1965 година в Щатския университет в Ню Мексико, а след това се присъединява към Калифорнийския университет в Ървайн и професор по математика и финанси от 1977 до 1982 година.

## Компютърни изследвания в блекджека
Торп използва в IBM 704 като изследователски инструмент за проучване на вероятността за печалба на блекджек. 

### Приложни изследвания в Рино, езерото Тахо и Лас Вегас
Торп проверява своята теория на практика в Рино, езерото Тахо и Лас Вегас.
Мани Кимъл, богат професионален играч и бивш букмейкър предоставя на Торп $10 000 рисков капитал. Експериментът се оказва успешен и Торп печели $11 000 за един уикенд.

## Фондов пазар
От края на 1960-те, Торп използва своите знания в теорията на вероятностите и статистиката на фондовия пазар и прави значително състояние. Президент на Едуард о. Торп и партньори, хедж фонд базиран в Нюпорт Бийч, Калифорния. През май 1998 г. Торп заявява, че неговите лични инвестиции имат средна годишна доходност от 20% за последните 28,5 години.

## Списък на литературата
1. ↑  Peter A. Griffin. (1979) The Theory of Blackjack, Huntington Press, ISBN 978-0929712130
2. ↑  Edward O. Thorp. The Invention of the First Wearable Computer (PDF) //   Edward O. Thorp & Associates.  Архивиран от оригинала на 2008-05-28. Посетен на 26 април 2010.
3. ↑  Understanding Fortune’s Formula by Edward O. Thorp Copyright 2007 Quote: "My 1962 book Beat the Dealer explained the detailed theory and practice. The „optimal“ way to bet in favorable situations was an important feature.
In Beat the Dealer I called this, naturally enough, „The Kelly gambling system“, since I learned about it from the 1956 paper by John L. Kelly."
4. ↑  THE KELLY CRITERION IN BLACKJACK, SPORTS BETTING, AND THE STOCK MARKET by Edward O. Thorp Paper presented at: The 10th International Conference on Gambling and Risk Taking Montreal, June 1997
5. ↑  Discovery channel documentary series: Breaking Vegas, Episode: „Professor Blackjack“ with interviews by Ed and Vivian Thorp
6. ↑  The Tech (MIT) Архив на оригинала от 2015-07-16 в Wayback Machine. „Thorpe, 704 Beat Blackjack“ Vol. 81 No. I Cambridge, Mass., Friday, 10 февруари 1961
7. ↑  It's Bye! Bye! Blackjack Архив на оригинала от 2009-04-28 в Wayback Machine. Edward Thorp, the pensive professor above, is shaking the gambling world with a system for beating a great card game. He published it a year ago, and now the proof is in: it works David E. Scherman 13 януари 1964 pp. 1 – 3 from SI Vault (beta)(CNN) Quotes: „The unlikely trio was soon on its way to Reno and Lake Tahoe, where Thorp's horn-rimmed glasses, dark hair and fresh, scrubbed face hardly struck terror into the pit bosses. (p. 1)“, „But Edward Thorp and his computer are not done with Nevada yet. The classiest gambling game of all—just ask James Bond—is that enticing thing called baccarat, or chemin de fer. Its rules prevent a fast shuffle, and there is very little opportunity for hanky-panky. Thorp has now come up with a system to beat it, and the system seems to work. He has a baccarat team, and it is over $5000 ahead. It has also been spotted and barred from play in two casinos. Could it be bye-bye to baccarat, too? (p. 1)“ and „But disguises frequently work. Thorp himself now uses a combination of wraparound glasses and a beard to change his appearance on successive Las Vegas visits. (p. 3)“
8. ↑  Breaking Vegas „Professor Blackjack.“ Архив на оригинала от 2008-12-21 в Wayback Machine. Biography channel Rated: TVPG Running Time: 60 Minutes Quote: "In 1961, lifelong gambler Manny Kimmel, a „connected“ New York businessman, read an article by MIT math professor Ed Thorp claiming that anyone could make a fortune at blackjack by using math theory to count cards. The mob-connected sharpie offered the young professor a deal: he would put up the money, if Thorp would put his theory to action and card-count their way to millions. From Thorp's initial research to the partnership's explosive effect on the blackjack landscape, this episode boasts fascinating facts about the game's history, colorful interviews (including with Thorp), and archival footage that evokes the timeless allure and excitement of the thriving casinos in the early `60s. „
9. ↑  Thorp's market activities //   Webhome.idirect.com.  Архивиран от оригинала на 2005-10-31. Посетен на 26 април 2010.